# Ɨ̂
Cette page contient des caractères spéciaux ou non latins. S’ils s’affichent mal (▯, ?, etc.), consultez la page d’aide Unicode.
Ɨ̂ (minuscule : ɨ̂), appelé I barré accent circonflexe, est un graphème utilisé dans l’écriture du bangolan, du bum, du four, du kom, du koonzime, du kwanja, du metaʼ, du mfumte, du nzakara et du pinyin. Il s’agit de la lettre Ɨ diacritée d'un accent circonflexe.

## Utilisation

### Langues à tons
Dans plusieurs langues tonales le ‹ ɨ̂ › représente le même son que le ‹ ɨ › et l’accent circonflexe indique un ton complexe descendant.

## Représentations informatiques
Le I barré accent circonflexe peut être représenté avec les caractères Unicode suivants :
- décomposé (latin étendu B, alphabet phonétique international, diacritiques)[1],[2],[3] :

| formes    | représentations | chaînes de caractères | points de code | descriptions                                                   |
| --------- | --------------- | --------------------- | -------------- | -------------------------------------------------------------- |
| capitale  | Ɨ̂               | Ɨ◌̂                    | U+0197 U+0302  | lettre majuscule latine i barré diacritique accent circonflexe |
| minuscule | ɨ̂               | ɨ◌̂                    | U+0268 U+0302  | lettre minuscule latine i barré diacritique accent circonflexe |